# Ванке, Владимир Александрович
Владимир Александрович Ванке (1940—2009) — российский учёный, доктор физико-математических наук; профессор кафедры радиофизики МГУ.

## Биография
Родился 13 сентября 1940 года в Ташкенте.
Окончил Физический факультет МГУ (1964) и его аспирантуру (1967). После защиты кандидатской диссертации работал там же: младший научный сотрудник, научный сотрудник, старший научный сотрудник, профессор кафедры радиофизики СВЧ, преобразованной в 1990 году в кафедру радиофизики, в 2008 году — в кафедру фотоники и физики микроволн.
Специалист в области радиофизики, космической энергетики, разработки солнечных космических энергосистем.
В 1970-х годах вместе с учёными Института космических исследований Японии Макато Нагатомо и Сусуми Сасаки разработал модель космической электростанции, в которой электричество находящейся на орбите мощной солнечной батареи преобразуется в микроволновый луч и посылается на Землю.
В дальнейшем развивал эту тему вместе с коллегами — профессорами Владимиром Михайловичем Лопухиным, Владимиром Леонидовичем Саввиным, Леонидом Васильевичем Лесковым. Кроме того занимался исследованиями в области микроволновой электроники, в том числе созданием циклотронного преобразователя сверхвысокочастотной энергии.
С 1996 года ведущий научный сотрудник созданного при ректорате МГУ Учебно-научного межфакультетского и междисциплинарного центра магнитной томографии и спектроскопии.
Доктор физико-математических наук (1980). Диссертация:
- Взаимодействие поперечных колебаний и волн в электронных потоках с электромагнитными полями : диссертация ... доктора физико-математических наук : 01.04.03. - Москва, 1979. - 424 с. : ил.

Умер 27 августа 2009 года. Похоронен на Рогожском кладбище (уч. 1) в семейном захоронении.

## Сочинения
- Космические энергосистемы / В. А. Ванке, Л. В. Лесков, А. В. Лукьянов. — М. : Машиностроение, 1990. — 144 с. : ил.; 21
- В. А. Ванке, В. М. Лопухин, В. Л. Саввин «Проблемы солнечных космических электростанций» 123 633—655 (1977)
- В. А. Ванке, В. М. Лопухин, В. Л. Саввин «Сверхмалошумящие усилители циклотюнных волн» 99 545—569 (1969)

Список публикаций: https://istina.msu.ru/workers/4456420/ Архивная копия от 20 марта 2020 на Wayback Machine